# Empire Trnava Cup 2011
L'Empire Trnava Cup 2011 è stato un torneo professionistico di tennis femminile giocato sulla terra rossa. È stata la 3ª edizione del torneo, che fa parte dell'ITF Women's Circuit nell'ambito dell'ITF Women's Circuit 2011. Si è giocato a Trnava in Slovacchia dal 1° al 7 agosto 2011.

## Partecipanti

### Teste di serie
| Nazionalità | Giocatrice        | Ranking* | Testa di serie |
| ----------- | ----------------- | -------- | -------------- |
| Rep. Ceca   | Sandra Záhlavová  | 126      | 1              |
| Rep. Ceca   | Renata Voráčová   | 127      | 2              |
| Austria     | Yvonne Meusburger | 139      | 3              |
| Romania     | Alexandra Cadanțu | 151      | 4              |
| Russia      | Ekaterina Ivanova | 174      | 5              |
| Polonia     | Magda Linette     | 175      | 6              |
| Bulgaria    | Elica Kostova     | 176      | 7              |
| Slovacchia  | Kristína Kučová   | 178      | 8              |

- Ranking al 25 luglio 2011.

### Altre partecipanti
Giocatrici che hanno ricevuto una wild card:
- Klára Fabíková
- Michaela Frlicka
- Veronika Kolářová
- Nikola Vajdová

Giocatrici che sono passate dalle qualificazioni:
- Dijana Banovec
- Viktorija Golubic
- Anna Schmiedlová
- Romana Tabak

## Campionesse

### Singolare
Yvonne Meusburger ha battuto in finale  Elica Kostova con il punteggio di 0–6, 6–2, 6–0

### Doppio
Janette Husárová /  Renata Voráčová hanno battuto in finale  Jana Čepelová /  Lenka Wienerová con il punteggio di 7–6(2), 6–1